# Chasside Mizrajim
Chasside Mizrajim (hebräisch חֲסִידֵי מִצְרַיִם ḥǎsîdê mizrajim, deutsch ‚Die Frommen Ägyptens‘) waren jüdische Gelehrte des 13. und 14. Jahrhunderts in Ägypten, die, vom Sufismus beeindruckt, eine mystische Bewegung im Judentum begründeten, den ägyptischen Chassidismus. Anders als die Chasside Aschkenas bezeichneten sie sich nachweislich selbst als Chassidim (hebräisch חֲסִידֵי מִצְרַיִם ḥǎsîdîm) und ihre Bewegung als Chassidismus (hebräisch חֲסִידוּת ḥǎsîdût).
Als wichtigste Vertreter des ägyptischen Chassidismus gelten der Maimonides-Sohn Abraham ben Moses ben Maimon (1186–1237), dessen Schwiegervater Chananel ben Samuel (ca. 1180–1250), Abrahams Sohn Obadja ben Maimon (1228–1265) und, als letzter in der Dynastie, David ben Jehoschua ben Maimon (1335–1415).

## Belege
1. ↑  Elisha Russ-Fishbane: Hasid, Hasidism II. C. Medieval Judaism. In: Encyclopedia of the Bible and Its Reception (EBR). Band 11, De Gruyter, Berlin/Boston 2015, ISBN 978-3-11-031328-4, Sp. 359–365 (hier: Sp. 362).